# The Handmaid's Tale (opera)

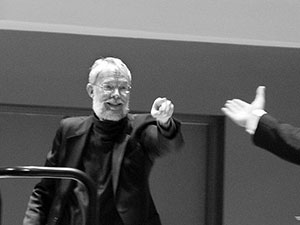
Poul Ruders

The Handmaid's Tale (danska: Tjenerindens fortælling; svenska: Tjänarinnans berättelse) är en dansk opera i två akter med prolog och epilog med musik av Poul Ruders och libretto (på engelska) av Paul Bentley efter Margaret Atwoods roman med samma namn (1985). Ruders översatte senare librettot till danska.

## Historia
Atwoods bok är en science fiction-roman om en morgondag inte alltför avlägsen. En fundamentalistisk stat där kvinnans makt har reducerats avsevärt. Ruders använde sig av Bentleys engelska libretto när han komponerade men till premiären den 6 mars 2000 på Det Kongelige Teater i Köpenhamn gjorde han en egen dansk översättning.

## Personer
- Offred (mezzosopran)
- Offreds "Dubbelgångare" (mezzosopran)
- Luke (tenor)
- Offreds mor (mezzosopran)
- Tant Lydia (sopran)
- Moira (sopran)
- Janine (sopran)
- Serena Joy (mezzosopran)
- Rita (mezzosopran)
- Kommendanten Fred (bas)
- Nick (tenor)

## Handling
2100-talet, den teokratiska staten Gilead

### Prolog
I den nya staten äger kvinnan ingen rätt till arbete eller egendom. Kvinnor som lever i synd tas omhand i ett center och omskolas för att sedan skickas till barnlösa hem där de blir tvångsbefruktade varje månad. På en videokonferens år 2195 lyssnar delegaterna till en intalad dagbok från en tjänarinna som många år tidigare försökte att undslippa sitt öde. Centret styrs av Tant Lydia. Moira, väninna till tjänarinnan som förde dagbok, fångas in efter ett flyktförsök. En annan kvinna får ett nervöst sammanbrott. Slutligen lyckas Moira fly från centret.

### Akt I
Tre år senare. 
Tjänarinnan befinner sig på sin tredje befruktningsposition hos kommendanten Fred. Hon kallas därför Offred (Of Fred) och plågas av smärtsamma tillbakablickar (utförda av "Dubbelgångaren") om tiden före Gilead. Freds hustru heter Serena Joy, en före detta Gospelsångerska. En läkare erbjuder sig att befrukta Offred men hon avböjer av rädsla. Både Fred och hans betjänt Nicky har otillåtna relationer med Offred. Alla i hushållet samlas för den rituella befruktningen, och Nick berättar för Offred att Fred önskar träffa henne efteråt, vilket är förbjudet. Offred besöker Fred på natten och väl tillbaka i sitt eget sovrum kollapsar hon i hysteriska skrattanfall.

### Akt II
Offred fortsätter att besöka Fred i smyg och under deras nästa ritual smeker han henne. Hon fruktar att Serena Joy ska lägga märke till deras ömma gester. Offred går och handlar med tjänarinna Ofglen som avslöjar att det finns en motståndsrörelse. Kvinnan Janine har fött ett defekt barn. Barnet har dödats och nu ska även Janine avrättas. Ofglen ger Offred lösenordet till motståndsrörelsen. Offred har misslyckats med att bli gravid av Freds befruktningar. Serena Joy försöker muta Offred att inleda en relation med Nick. Men istället upptäcker Serena Joy att Offred har haft hemliga möten med Fred. Hon ser till att "Guds Ögon", den hemliga polisen, arresterar Offred.

### Epilog
Videokonferensen berättar att ingen vet vad som har hänt Offred.